# Simon Kaipuram
Simon Kaipuram CM (ur. 9 lutego 1954 w Thanneermukkom, zm. 22 kwietnia 2019 w Balasore) – indyjski duchowny rzymskokatolicki, w latach 2014–2019 biskup Balasore.

## Życiorys
Święcenia kapłańskie przyjął 20 grudnia 1980 w zgromadzeniu lazarystów. Przez wiele lat pracował w zakonnym kolegium w Gopalpur. Był także m.in. rektorem zakonnej uczelni w Pune oraz wychowawcą w niższym seminarium w Baripada.
9 grudnia 2013 został prekonizowany biskupem Balasore. Sakry biskupiej udzielił mu 30 stycznia 2014 abp Salvatore Pennacchio.
Zmarł 22 kwietnia 2019 w nocy, w wyniku rozległego zawału serca.